# SG Saulheim
Die Spielgemeinschaft Saulheim, kurz SG Saulheim, ist eine Handballspielgemeinschaft aus Saulheim im Landkreis Alzey-Worms in Rheinland-Pfalz.

## Geschichte
Die SG Saulheim ist eine Handballspielgemeinschaft, die aus dem Zusammenschluss der Handballabteilungen des TuS Saulheim und des TSV Ober-Saulheim entstand.
Die Handballabteilung des TuS Saulheim hatte in den 70er und 80er Jahren erfolgreiche Mannschaften, denen der Aufstieg in die damalige zweitklassige Regionalliga gelang und mehrere rheinhessische Meister- und Vizemeisterschaften (4. Liga) holten. Bei Gründung der Spielgemeinschaft konnte das OL-Startrecht des TuS auf die SG Saulheim übertragen werden. Die Handballer der SG-S nahmen achtmal am DHB-Pokal teil, dabei konnten sie einmal die zweite Runde erreichen und holten mehrere Vizemeisterschaften in der viertklassigen Oberliga RPS.

## Handball
Die Handballabteilung des SG Saulheim nimmt mit drei Männermannschaften, einem Frauenteam und zwölf Nachwuchsmannschaften am Spielbetrieb des Handballverbandes Rheinhessen (HVR) teil. Sie gehört zu den Gründungsmitgliedern der Oberliga Rheinland-Pfalz/Saar und der Wiedergründung von Regionalliga Südwest. In der Saison 2024/25 spielte die Männermannschaft in der Regionalliga Südwest und das Frauenteam in der Rheinhessen-Liga.

### Erfolge
| SG Saulheim - DHB-Pokal 2. Hauptrunde 2009/10 - DHB-Pokal Hauptrunde 1999/2000, 2010/11, 2011/12, 2012/13, 2013/14 - Vizemeister Oberliga RPS (4. Liga) 2008, 2009, 2010, 2011, 2020 - Regionalliga Südwest 2024/25 - Aufstieg RL-Südwest (3. Liga) 1992 - Meister OL-Rheinhessen (4. Liga) 1980, 1992 - Vizemeister Oberliga Rheinhessen (4. Liga) 1991, 1996, 1998, 2002 | TuS Saulheim - Meister OL-Rheinhessen (4. Liga) 1979, 1980 - Aufstieg in die Regionalliga (2. Liga) 1976 - Vizemeister OL-Rheinhessen 1976 - Aufstieg in die Rheinhessen-Liga 1974 |

### Spielerpersönlichkeiten
| - Patrick Weber - Martin Ziemer - Niklas Kaul - Rolf Brack |